# Zbigniew Piotrowski (elektrotechnik)
Zbigniew Piotrowski (ur. 1920 w Łęczycy, zm. 2003) – polski specjalista w dziedzinie budowy i konstrukcji maszyn, profesor Politechniki Łódzkiej.

## Życiorys
Po ukończeniu studiów na Wydziale Elektrycznym Politechniki Łódzkiej w 1950, pracował przez trzy lata jako główny energetyk w Zakładach „Maltex” w Łodzi i równolegle na połowie etatu w Politechnice Łódzkiej. Od 1957 rozpoczął w Uczelni pracę naukową w dziedzinie przekładników. Z dziedziny tej obronił w 1963 roku pracę doktorską oraz w 1977 rozprawę habilitacyjną. W lutym 1985 otrzymał tytuł profesora nadzwyczajnego.
Jest współautorem książki, autorem lub współautorem 46 publikacji oraz 69 prac nieopublikowanych, a także autorem lub współautorem wielu skryptów. Wypromował 6 doktorów.
Prace jego dotyczyły teorii, budowy i badania właściwości metrologicznych przekładników, a w szczególności metod obliczania błędów przekładników domagnesowanych.
W latach 1972–1976 na Wydziale Elektrycznym PŁ był prodziekanem ds. nauki, w latach 1984–1987 prorektorem Politechniki Łódzkiej ds. studenckich, a w latach 1987–1990 prorektorem ds. nauki i I. zastępcą rektora. Jako prorektor zainicjował wprowadzenie zindywidualizowanego kształcenia problemowego, przywiązywał również szczególną uwagę do rozwoju komputeryzacji Uczelni i włączenia jej do systemu sieci informatycznych.
Za swe osiągnięcia naukowe i dydaktyczne otrzymał m.in. Krzyż Oficerski Orderu Odrodzenia Polski i Tytuł Honorowy „Zasłużony Nauczyciel PRL” oraz Medal Komisji Edukacji Narodowej. Za działalność konspiracyjną w czasie okupacji otrzymał Krzyż Armii Krajowej.
Po przejściu na emeryturę w 1990 pracował w Uczelni na części etatu. Od stycznia 1996 do chwili śmierci pełnił funkcję przewodniczącego Komisji Historycznej Politechniki Łódzkiej.